# 第四次君士坦丁堡公會議
第四次君士坦丁堡公會議是天主教会于869年10月5日至870年2月28日召开的大公会议，由东罗马帝国皇帝巴西尔一世和教宗哈德良二世召开，这次会议罢免了君士坦丁堡普世牧首佛提乌，恢复了他的前任伊格纳提奥斯的职务。该届大公会议在869年10月5日至870年2月28日召开的会议在东西方教会大分裂后不被东正教会承认。
君士坦丁堡第四次大公会议于879年-880年由东正教会继续召开，会议决定将弗提乌恢复为君士坦丁堡大牧首。 这发生在伊格内修斯死后，并得到了罗马教皇的批准。此届会议在东西方教会大分裂后不被天主教会承认。